# Gare de Bouznika
La gare de Bouznika est une gare ferroviaire marocaine, située sur le territoire de la ville de Bouznika, dans la province de Benslimane en région Casablanca-Settat.
Elle est desservie par le Train navette rapide (TNR).

## Service des voyageurs
Elle est desservie par le Train navette rapide (TNR) qui circule sur la relation Casablanca (gare de Casa-Port) - Kénitra (gare de Kénitra-Médina).

## Correspondances
La gare est desservie par les lignes de bus suivantes :
- - 02 (Bouznika - Mohammedia)
  - 04 (Bouznika - Benslimane)